# Almire-René-Jacques Lepelletier
Almire-René-Jacques Lepelletier, né le 13 novembre 1790 au Mans et mort le 28 février 1880 dans la même ville, est un médecin et un écrivain français.

## Biographie
Il étudia au Mans, puis à la Faculté de médecine de Paris à partir de 1813, où il fut l'un des élèves de Guillaume Dupuytren. Interne à la Salpêtrière, il y exerça comme chef de salle et y contracta le typhus pendant l'épidémie de 1814. Sa thèse, soutenue en 1818, portait sur la nature des scrofules. Il en tira son premier livre, Traité complet de la maladie scrofuleuse.
En 1820, sa santé l'obligea à quitter Paris, où il enseignait la physiologie et la pathologie, pour revenir au Mans. Il y fut nommé chirurgien en chef de l'hôpital et y fonda une école de médecine.
De 1830 à 1839, Lepelletier exerça à nouveau à Paris, avant de retourner dans sa région natale, où il se fit élire maire de la commune de Saint-Pavace (1861-1871). Il était membre correspondant de première classe de l'Académie de médecine de Paris.

## Publications
Lepelletier a publié un grand nombre d'ouvrages médicaux, mais aussi portant sur divers sujets sociaux ou politiques. Il signait Almire Le Pelletier de la Sarthe.
- Traité complet de la maladie scrofuleuse, 1819
- Essai de médecine physiologique, 1823
- Traité de physiologie médicale et philosophique, 1831-1833
- Voyage en Bretagne, 1853
- Histoire générale des bagnes étudiés à la Chiourme de Brest, 1853
- Système pénitentiaire : le bagne, la prison cellulaire, la déportation, 1853
- Histoire de la révolution médicale du XIXe siècle, 1854
- Du système social, 1855
- Histoire complète de la province du Maine depuis les temps les plus reculés jusqu'à nos jours, 1861
- Traité complet de physiognomonie, 1864
- Revanche, la seule assurée, la seule digne de la France, 1874